# Добров, Андрей Станиславович
Андре́й Станисла́вович Добро́в (род. 28 февраля 1969, Москва) — советский и российский журналист, теле- и радиоведущий, пропагандист, публицист, музыкант. Колумнист, автор информационно-аналитической программы «Добров в эфире» на «РЕН ТВ» (с 2014 года).
В прошлом — ведущий «Русской службы новостей», колумнист российского общественно-политического журнала «Однако», также принимал участие в телевизионных проектах «Главная тема» и «Русский взгляд» на «Третьем канале» (2001—2008).

## Биография
Родился 28 февраля 1969 года в Москве. Про своего отца (Станислава Викторовича Королёва) Добров сказал:
Отец, не дождавшись моего рождения, завёл другую семью, мы с ним совершенно не знакомы

### Образование
В 1986 году — окончил школу № 54 в Замоскворечье.
В 1986—1988 годах — студент международного отделения факультета журналистики МГУ им. М. В. Ломоносова. В 1988 году организовал первый рок-фестиваль в МГУ, после чего был отчислен за неуспеваемость по физкультуре. После этого работал уличным музыкантом, создав группу «Секретный ужин». Позднее участвовал в группе перформанса «Кооператив „Загадай желание“» (демонстрация посетителям московского зоопарка человека в клетке, раздача бесплатной колбасы на Красной площади и т. п.).

### Карьера
- В 1988—1989 годы — медрегистратор 4-го управления Министерства здравоохранения СССР.
- В 1989—1990 годы — курьер во Всесоюзном научно-исследовательском институте организации экономики и управления нефтегазовой промышленности.

#### Пресса
- В 1990—1991 годах — стажёр в газете «Комсомольская правда»[4].
- В 1991—1994 годах — корреспондент отдела культуры, музыкальный обозреватель в молодёжном еженедельнике «Собеседник»[5].
- В 1994—1995 годах — корреспондент «Новой газеты». Также работал в редакции издательского дома «Коммерсантъ» в те годы, когда Андрей Васильев был там редактором журнала «Коммерсантъ-Власть»[6][7].
- С 2017 года периодически пишет авторские колонки для сайта IZ.RU.

#### Телевидение
На телевидении работает с 1995 года.
- В 1995—1997 годах — автор и ведущий программы «Скандалы недели» (телекомпания «ВИD», «ТВ-6»)[9].
- В 1998—2000 годах — креативный директор PR-агентства «Артефакт» (занимался продвижением дорогих товаров и услуг на российском рынке)[10].
- С августа 2001 по август 2002 года — автор и ведущий программы «Дольче вита» («Третий канал»)[11][12].
- С октября 2001 по август 2008 года — автор и ведущий программы «Главная тема» («Третий канал»)[13]. До 2003 года вёл программу поочерёдно с Глебом Пьяных (с 2002 по 2003 также её вёл Сергей Надеждин), с 2003 года стал её единственным ведущим.
- В 2005 году — один из постоянных экспертов информационно-аналитической программы Петра Толстого «Выводы» («Третий канал»), выступал с авторскими комментариями[14][15].
- С сентября 2005 года по декабрь 2006 года — автор и ведущий религиозной программы «Русский взгляд» («Третий канал»)[16][17].
- С февраля 2007 по сентябрь 2008 года — автор и ведущий программы «Главная тема. Итоги» («Третий канал»)[18][19].
- С сентября 2010 по июль 2011 года — ведущий программы «Главное» («Пятый канал»)[20].
- С 12 сентября 2011 по 10 июля 2014 года — ведущий итогового выпуска программы «Новости 24» (РЕН ТВ)[21] по будням в 23:00[22][23]. До 2012 года вёл программу поочерёдно с Михаилом Осокиным[24], с января 2013 года стал её единственным ведущим.
- С 7 сентября 2014 года[25] — автор и ведущий информационно-аналитической программы «Добров в эфире» на РЕН ТВ[26].

#### Литературное творчество
В 2003 году в интернете был опубликован прозаический текст Доброва «Битники-3000». В 2010-е годы стал автором исторических детективов, главным героем которых выступает Владимир Гиляровский. В 2015 году в свет вышел его роман «Украденный голос. Гиляровский и Шаляпин».

### Семья и личная жизнь
Женат. Воспитывает шестерых детей.
Увлекается фотографией. Выступает с концертами. В 2000-х выступал в составе группы «TVисты!», которая состояла из телевизионщиков.

## Критика

### Критика со стороны литовских властей
В сентябре 2004 года критику со стороны властей Литвы (президента и МИД страны) вызвал один из выпусков ежедневной аналитической программы «Главная тема» с ведущим Андреем Добровым. В выпуске от 15 сентября 2004 года Добров в эфире «Третьего канала» обвинил власти Литвы в поддержке интернет-сайта чеченских сепаратистов «Кавказ-Центр», размещавшегося на литовском сервере, и сказал: если сайт спокойно действует с территории Литвы, то значит, тем самым «литовские власти поддерживают сепаратистов». Тогдашний президент Литвы Валдас Адамкус в ответ заявил, что эти комментарии российского политобозревателя идут вразрез с истиной. «Я никогда подобные действия и деятельность, которые вносят раздор между людьми и стимулируют терроризм, не одобрял. Неважно, какими бы приоритетами ни прикрывались, но когда совершаются преступления против человечества, этого нельзя прикрыть какой-либо борьбой за свободу», — отметил он.
Генеральный директор «Третьего канала» Пётр Толстой поддержал Доброва и заявил, что в передаче говорилось об очевидных и общеизвестных для всех вещах. «Достаточно одного дня работы „Кавказ-Центра“ с территории Литвы, чтобы в российском обществе возникло убеждение, что Литва поддерживает террористов», — заявил Толстой.

### Санкции
В октябре 2022 года был внесен в санкционные списки Канады за «причастность в распространении российской дезинформации и пропаганды».

## Награды и премии
- Национальная премия политической журналистики «Правый взгляд» (2005 год)[36].
- Почётная грамота за значительный вклад в информационное сопровождение патриотических мероприятий (2008 год)[37].
- Премия Союза журналистов России за 2012 год в номинации «За нестандартную подачу информации»[38][39].
- Премия «ТЭФИ» в номинации «Ведущий информационно-аналитической итоговой программы» категории «Вечерний прайм» (3 октября 2017 года)[40].
- Премия «ТЭФИ» в номинации «Ведущий информационно-аналитической итоговой программы» категории «Вечерний прайм» (3 октября 2018 года)[41].
- Премия «Золотое перо России» (2020 год)[42].